# Lettre d'amour (film, 1953)
Pour le film de 1985, voir Lettre d'amour (film, 1985).
Pour plus de détails, voir Fiche technique et Distribution.
Lettre d'amour (恋文, Koibumi) est un film japonais de Kinuyo Tanaka sorti en 1953. Il s'agit de l'adaptation d'un roman de Fumio Niwa.

## Synopsis
Reikichi Mayumi vit chez son frère Hiroshi à Tokyo. C'est un homme plutôt taciturne marqué par la guerre, au contraire de son jeune frère, plein de vie et d'énergie, qui gagne sa vie en achetant et en revendant des livres. Reikichi passe ses journées à rechercher Michiko, son amour d'enfance, parmi la foule des badauds. Juste avant la guerre, les parents de Michiko l'ont forcée à se marier et elle lui a envoyé une lettre d'adieu dans laquelle elle lui avoue son amour et son désespoir de devoir se marier à un autre. À son retour de la guerre, Reikichi a appris la mort du mari de Michiko, mais il a perdu sa trace et, depuis, il la recherche inlassablement.
C'est ainsi qu'il croise Naoto Yamaji, un ancien camarade de la marine de guerre, qui l'invite à travailler avec lui à Shibuya. Ce dernier est écrivain public, il écrit des lettres en anglais à des G.I. américains rentrés au pays, pour le compte de jeunes femmes, cherchant à soutirer de l'argent à leurs anciens amants. Reikichi accepte de travailler avec Naoto. Son frère, lui, se démène pour ouvrir une échoppe de vente de livres et de magazines d'occasion, à quelques pas de là. Les affaires marchent plutôt pour les deux frères.
Un jour, alors que Reikichi dort dans l'arrière boutique de Naoto, il est réveillé par la voix d'une femme demandant à écrire une lettre à un soldat américain qui ne lui verse plus rien depuis la mort de leur enfant. Dans son demi-sommeil, Reikichi reconnait cette voix, met un peu de temps à réagir et entreprend la poursuite de Michiko. Après quelques minutes, il la retrouve enfin au bout de cinq ans. Mais ce qu'il a entendu précédemment, l'a mis en colère, il reproche durement à Michiko de ne pas avoir cherché à le retrouver à la mort de son mari, d'avoir eu un enfant avec un Américain et de manquer de fierté en réclamant ainsi de l'argent. Ils se quittent sur ces paroles acerbes.
Hiroshi, qui a compris les raisons du désespoir de son frère, décide de tout faire pour qu'il revoie Michiko. Naoto retrouve son adresse et il la rencontre, pour leur suggérer tous les deux de faire des efforts pour se pardonner. Elle accepte de revoir Reikichi lorsqu'elle aura trouvé un travail pour avoir une situation plus respectable. Mais le moment voulu, Reikichi ne se rend pas au rendez-vous organisé par son frère. Naoto le rabroue durement par les paroles et même physiquement, le convainc de s'y rendre mais ils arrivent trop tard. De désespoir, Michiko se jette sous une voiture. Lorsqu'il l'apprend, Reikichi se précipite à l’hôpital pour la retrouver. Il semble qu'elle est en train de se réveiller et que les blessures ne sont pas critiques.

## Fiche technique
- Titre : Lettre d'amour[1]
- Titre original : 恋文 (Koibumi?)
- Réalisation : Kinuyo Tanaka

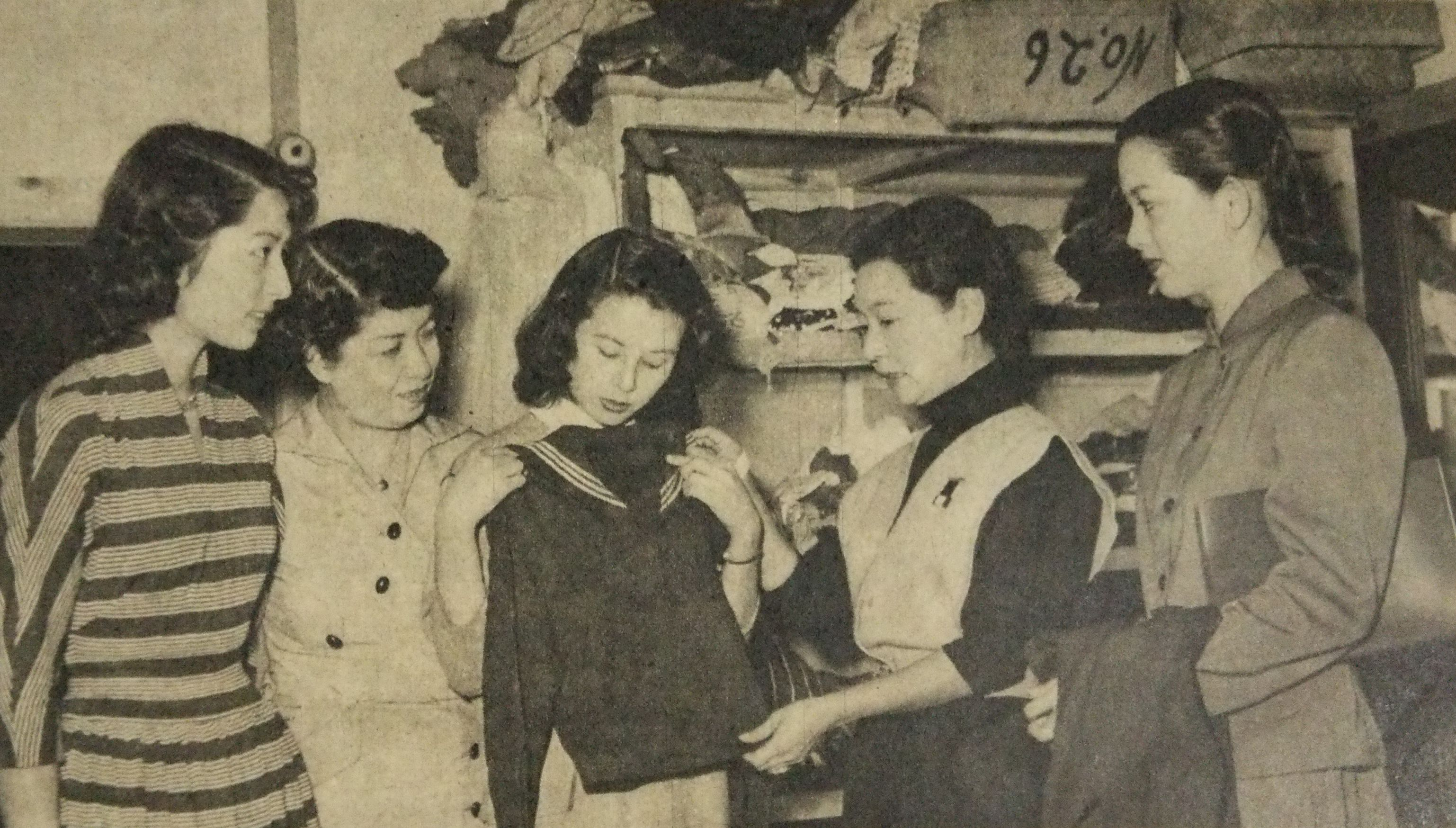
Sur le tournage du film, de gauche à droite : Kyōko Kagawa, Kikuko Hanaoka, Yoshiko Kuga, Kinuyo Tanaka et Chieko Seki

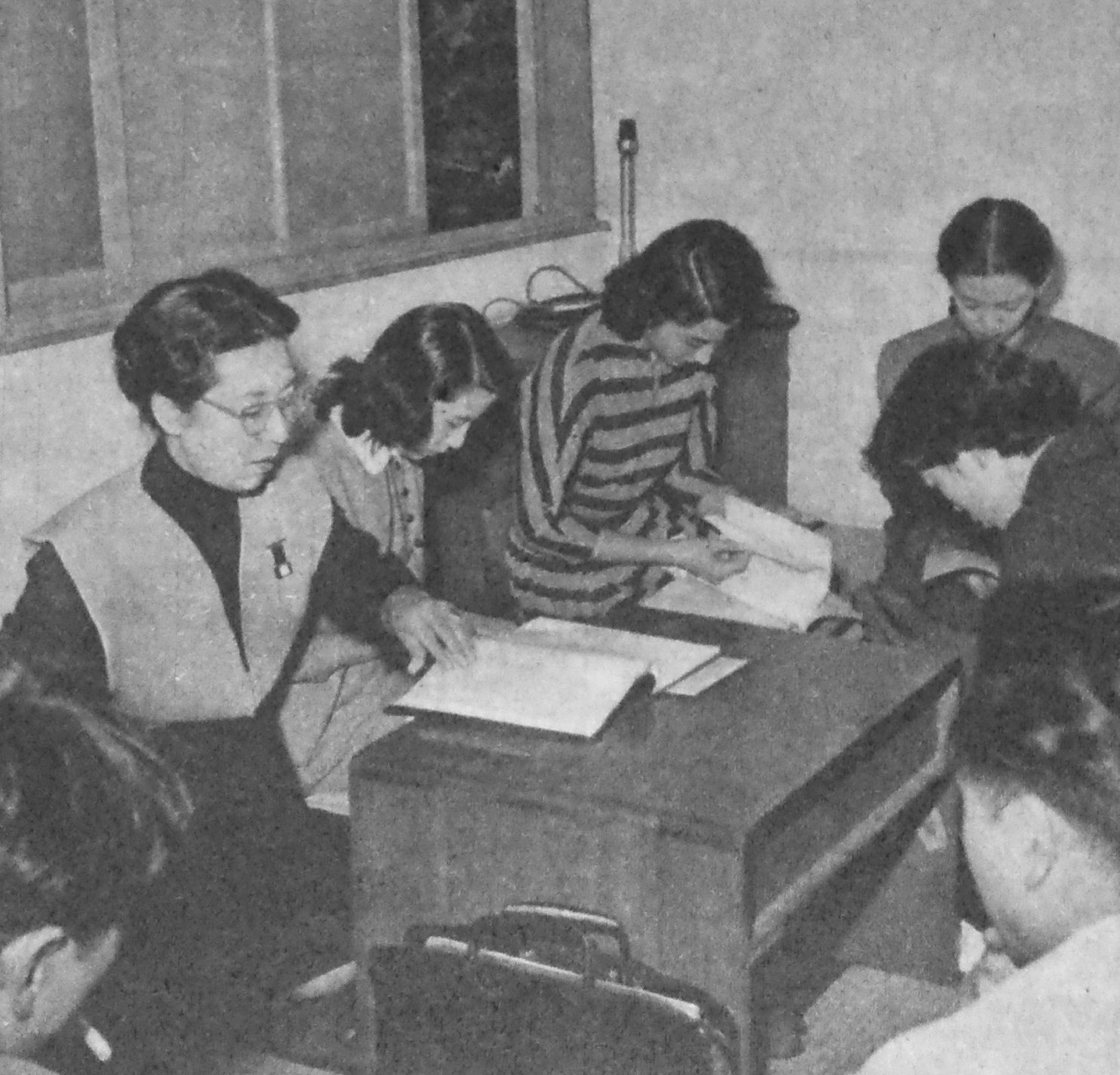
Sur le tournage du film

- Scénario : Keisuke Kinoshita d'après un roman de Fumio Niwa
- Photographie : Hiroshi Suzuki
- Montage : Toshio Gotō
- Direction artistique : Seigo Shindō
- Assistant réalisateur : Teruo Ishii
- Musique : Ichirō Saitō
- Producteur : Ichirō Nagashima
- Société de production : Shintōhō
- Société de distribution : Shintōhō
- Pays de production :  Japon
- Langue originale : japonais
- Format : noir et blanc — 1,37:1 — Format 35 mm — son mono
- Genre : drame
- Durée : 98 minutes[2] (métrage : onze bobines - 2 685 m[2])
- Dates de sortie :
  - Japon : 13 décembre 1953[2]
  - France : avril 1954 (Festival de Cannes) ; 16 février 2022 (sortie nationale)[3]

## Distribution
- Masayuki Mori : Reikichi Mayumi
- Yoshiko Kuga : Michiko Kubota
- Jūkichi Uno : Naoto Yamaji
- Jūzō Dōsan : Hiroshi Mayumi, le frère de Reikichi
- Shizue Natsukawa : la mère de Reikichi et de Hiroshi
- Kyōko Kagawa : Yasuko, l'employée de la librairie
- Sadako Sawamura : la propriétaire de la librairie
- Minoru Takada : le père de Michiko
- Yoshiko Tsubouchi : la belle-mère de Michiko
- Chieko Nakakita : Mary, une prostituée
- Kinuyo Tanaka : une cliente de Naoto Yamaji
- Yumeji Tsukioka : une cliente de Naoto Yamaji
- Kikuko Hanaoka (ja) : une cliente de Naoto Yamaji
- Kyōko Anzai (ja) : une cliente de Naoto Yamaji
- Ranko Hanai : la propriétaire du restaurant de tonkatsu
- Chieko Seki (ja) : l'amie de Hiroshi
- Shigeru Ogura : l'assistant de Hiroshi
- Tōru Abe : un client de l'échoppe de Hiroshi
- Fumiko Okamura : la propriétaire du restaurant Peter's
- Chishū Ryū : un client du restaurant Peter's
- Kuniko Igawa : une cliente du restaurant Peter's
- Yaeko Izumo : la commerçante qui fait face au commerce de Naoto Yamaji
- Shūji Sano : l'homme qui réclame la chanson Atami Blues
- Takako Irie : la logeuse de Michiko
- Kōji Mitsui
- Akio Isono

## Autour du film
Kinuyo Tanaka est la première femme japonaise de l'après-guerre à passer derrière la caméra. Lettre d'amour est le premier de ses six films. Avant elle, la seule femme cinéaste fut Tazuko Sakane qui tourna principalement des courts-métrages documentaires à partir de 1936.
Évoquant les scènes durant lesquelles Reikichi cherche à retrouver Michiko à Shibuya (place et station de métro), le critique Enrique Seknadje écrit : « Tanaka a la merveilleuse idée de filmer plusieurs fois le protagoniste à côté de la statue de bronze érigée en 1934 en l’honneur du chien Hachikō réputé pour avoir accompagné et attendu son maître quotidiennement à la gare, y compris après la mort de celui-ci, en 1925 ».

## Distinctions
Sauf indication contraire, les informations mentionnées dans cette section peuvent être confirmées par la base de données cinématographiques IMDb,  présente dans la section « Liens externes ».

### Récompenses
- 1954 : prix Blue Ribbon du meilleur scénario pour Keisuke Kinoshita (conjointement pour Le Cœur sincère et La Tragédie du Japon)[6]
- 1954 : prix Mainichi du meilleur scénario pour Keisuke Kinoshita (conjointement pour Le Cœur sincère et La Tragédie du Japon)[7]

### Sélection
- Festival de Cannes 1954 : Lettre d'amour est présenté en compétition[8].